# Ahaus

Ahaus [ˈaːhaʊs] este un oraș și municipiu în Districtul Borken în statul Renania de Nord-Westfalia, Germania. Este amplasat în apropierea graniței cu Olanda, la aproximativ 20 km sud-est de Enschede.